# Paolo Pininfarina
Paolo Pininfarina (* 28. August 1958 in Turin; † 9. April 2024 ebenda) war ein italienischer Ingenieur, Designer und Unternehmer des Karosseriebauunternehmens Pininfarina.

## Leben
Paolo Pininfarina war der Sohn von Sergio Pininfarina und Enkel des Pininfarina-Gründers Battista „Pinin“ Farina sowie der Bruder von Andrea und Lorenza Pininfarina.
Nach dem Abschluss eines Maschinenbaustudiums am Politecnico di Torino im Jahr 1982 begann er bei Pininfarina zu arbeiten. Er absolvierte Praktika bei Cadillac in Detroit und bei Honda in Japan, bevor er seine Arbeit in Italien bei Industrie Pininfarina S.p.A. fortsetzte. 1987 übernahm er die Leitung von Pininfarina Extra S.r.l., einem Unternehmen der Pininfarina-Gruppe, das in den Bereichen Industriedesign, Einrichtung, Architektur und Bootsbau tätig ist und dessen Präsident und Geschäftsführer er war.
Im Mai 2006 übernahm er auch die Vizepräsidentschaft von Pininfarina. Zu seinen weiteren Tätigkeiten gehörten die des Programmmanagers des Programms Engineering GM 200 für General Motors und von 1996 bis 2004 die Mitgliedschaft im Aufsichtsrat des Istituto Europeo di Design in Turin. Im August 2008 übernahm er nach dem Tod seines älteren Bruders Andrea den Vorsitz der Pininfarina S.p.A.
Er starb im April 2024 nach langer Krankheit im Alter von 65 Jahren. Er war mit Ilaria verheiratet; der Ehe entstammen fünf Kinder.